# Enrico Campagnola
 (juillet 2014).
Si vous disposez d'ouvrages ou d'articles de référence ou si vous connaissez des sites web de qualité traitant du thème abordé ici, merci de compléter l'article en donnant les références utiles à sa vérifiabilité et en les liant à la section « Notes et références ».
Enrico Campagnola est un sculpteur devenu peintre. Il est né le 1er août 1911, de parents vénitiens et est mort le 27 mars 1984 à Besançon.
Il étudie à l’Académie Royale de Rome où il obtient le professorat de sculpture à l’âge de 23 ans. De retour en France, il exerce pendant un an à l’École des Beaux-arts de Besançon. Il connaît la renommée en tant que sculpteur, en obtenant une distinction au Salon des Artistes français en 1939 avec un bois sculpté "l'offrande" et en réalisant quelques monuments dans la région après la guerre. Il s’installe à Paris en 1947 et travaille dans un atelier de publicité. Sans atelier, il sculpte de petits sujets, dessine et peint. Il fréquente Colette et Jean Cocteau, qui lui écrit en avril 1950 : "Mon cher Enrico Campagnola, il s'agit toujours de sculpter, même chez les écrivains, les dessinateurs et les peintres. Je vous félicite de porter le relief dans votre âme - je déteste la platitude - Votre Jean Cocteau". Il remporte un Prix au Salon du nu à la galerie Bernheim jeune avec une toile qui obtiendra également une distinction au Concours International de peinture de Deauville en 1955. Ce sera le début de sa carrière de peintre et de son succès auprès des collectionneurs.

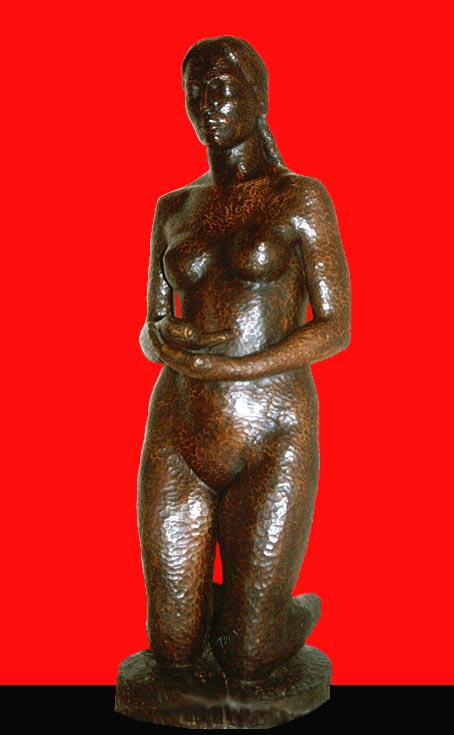
L'offrande

## Biographie
Enrico Campagnola naît le 1er août 1911 à Possagno, petite ville de Vénétie, où il passa son enfance. Il devait dès son plus jeune âge, désherber l'esplanade du Temple construit par Antonio Canova pour accueillir sa sépulture.

### 1921

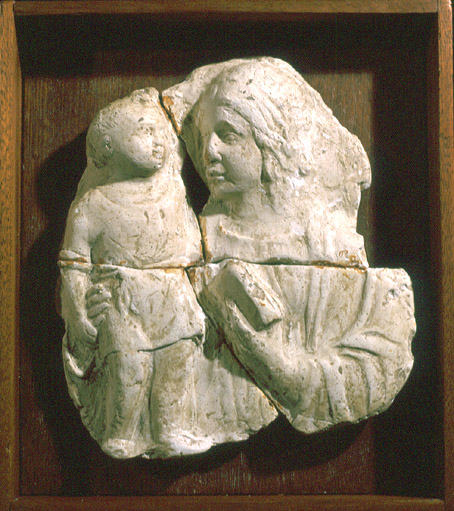
Sainte-Anne apprenant à lire à Jésus, 1921 - plâtre original

Avec cette "Sainte-Anne" réalisée à l'âge de 10 ans, son art déjà très raffiné, imprégné d'une poésie grave qui émeut, s'inscrit dans la tradition Italienne. Retrouvée mutilée en 1978 dans le grenier de la maison familiale où il trouvait refuge et solitude pour dessiner et modeler la glaise de la tuilerie voisine, cette sculpture est le témoin d'une maturité précoce et d'une sensibilité qui étaient l'essence même de son caractère.

### 1928-1934
Il obtient son baccalauréat à l'âge de 17 ans, puis se fixe à Besançon avec sa famille. Admis sur concours à l'Académie Royale des Beaux-arts de Rome, il obtient une bourse qui lui permet de poursuivre ses études et d'obtenir à 23 ans, le diplôme de Professeur section sculpture.

### 1935-1946

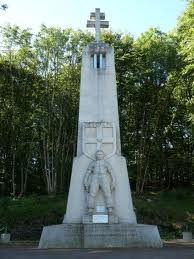
Monument du Lomont, commune de Pierrefontaine-lès-Blamont-Doubs

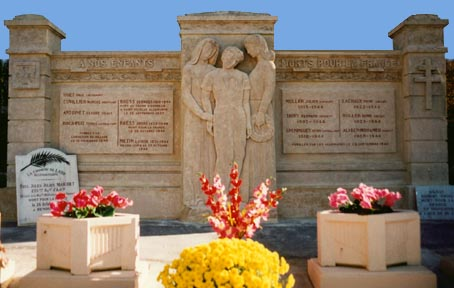
Monument de Laire (Doubs), 1946

De retour à Besançon, il professe pendant un an à l'École des Beaux-arts de cette ville. En 1939, il participe au Salon des artistes français à Paris où "L'Offrande" sculptée dans un orme de la place Granvelle à Besançon, obtient une mention. Il se marie avec Jeanne Gentil, franc-comtoise qui ne voudra jamais quitter la région de son enfance. Il réalise quelques monuments dans le Doubs, notamment celui du plateau du Lomont à Pierrefontaine-lès-Blamont érigé en hommage à la Résistance de 2 500 maquisards commandés par un officier américain, et celui de Laire. Il collabore au développement de l’héliophore avec son inventeur Louis Dufay, découvreur également au début du XXe siècle du "dioptichrome" et de la pellicule pour photos et cinéma couleur "Dufay color".

### 1947
Enrico Campagnola se fixe à Paris, pour exercer le métier de dessinateur-graveur en héliophore. Sans atelier - et sans palette - il consacre son temps libre, et surtout la nuit, à peindre et à modeler.

### 1948-1955

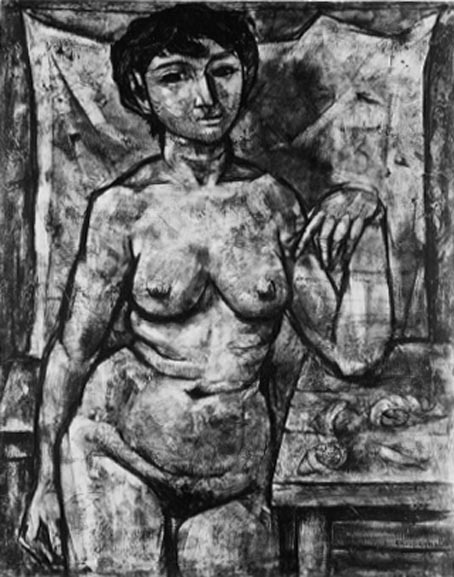
Nu aux coquillages, 1954

Le 1er avril 1954, Suzanne Bret, est engagée comme secrétaire à l’héliophore. Sa découverte de l'artiste, conduira celle-ci, à l’inciter à participer au Concours International de peinture de Deauville, avec le "Nu aux Coquillages" qu'il vient de réaliser. Il remporte un prix "hors concours" qui le fera connaître en tant que peintre ; notamment par Bruno Bassano qui lui propose de partager les cimaises de sa galerie, rue Grégoire de Tours à Paris, avec le peintre Simon Segal. Fin 1954, il participe au "Salon du Nu" organisé par la Galerie Bernheim Jeune à Paris, avec "Le nu aux coquillages" qui remporte un prix. Dès 1955 une première exposition sera organisée à New York. Toutes les toiles seront vendues. L'État et la Ville de Paris font l'acquisition de plusieurs œuvres.

### 1956
Son succès auprès des collectionneurs est confirmé aux États-Unis où une deuxième exposition est organisée par la Galerie Seventy Five à New York. Enrico Campagnola se brouille avec Bruno Bassano, qu'il retrouvera à la fin des années 1960 à Aups, où le marchand a fait don de sa collection personnelle au musée Simon Ségal qu'il a créé.

### 1957-1972

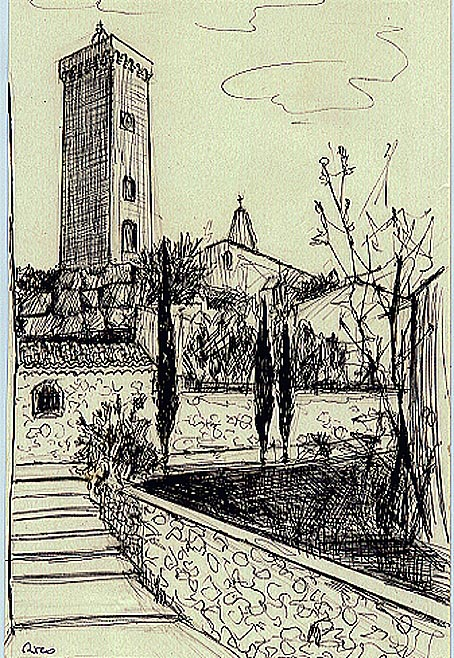
Saint-Martin dessin

À partir de 1957, la Galerie Madsen l'expose en permanence rue Saint-Honoré et organise des expositions tous les deux ans. Ses œuvres sont acquises par les collectionneurs, principalement américains.
En 1962, Campagnola est licencié de l’héliophore. Il se consacre entièrement à la peinture et à la sculpture. Il expose régulièrement en France et aux États-Unis. Il est invité à la Quadriennale de Rome (it), à la Biennale de Venise, participe au Salon d'Automne, est sélectionné pour le Prix Greenshields à la Galerie Charpentier.
Des Musées étrangers font l'acquisition de peintures. Il obtient un succès unanime auprès du public, des critiques et des collectionneurs. Mais ni la gloire, ni la renommée, ni la médiatisation ne l'intéressent. En 1964, il contribuera avec Suzanne Bret, à l’introduction de l’héliophore dans le cinéma d’animation, procédé qui séduira Henri-Georges Clouzot pour son film inachevé "l’Enfer". Il attendra 1968 pour renouer avec ses racines méditerranéennes en aménageant une ruine en demeure-atelier à Saint-Martin de Brômes (Alpes de Haute Provence). Il se dégage petit à petit de ses liens avec son marchand, et libéré des contraintes commerciales il intensifie ses recherches en peinture comme en sculpture.

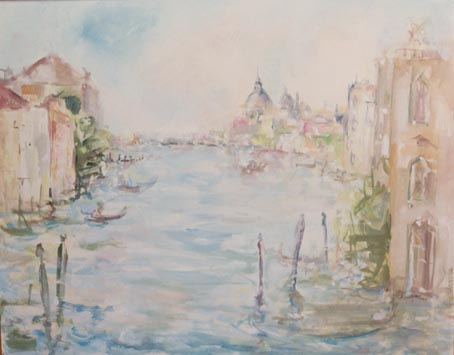
Venise

En 1972 pour la première fois, Enrico Campagnola expose ses sculptures dans son atelier de Saint-Martin et notamment « La Paix ». Jusqu'à son décès le 27 mars 1984 il accomplit d'œuvre en œuvre une évolution très personnelle faite de contrastes intenses et de nuances subtiles. Dominées par une explosion de couleurs, ses peintures atteignent une délicatesse de tons et la pureté du "presque blanc" ;

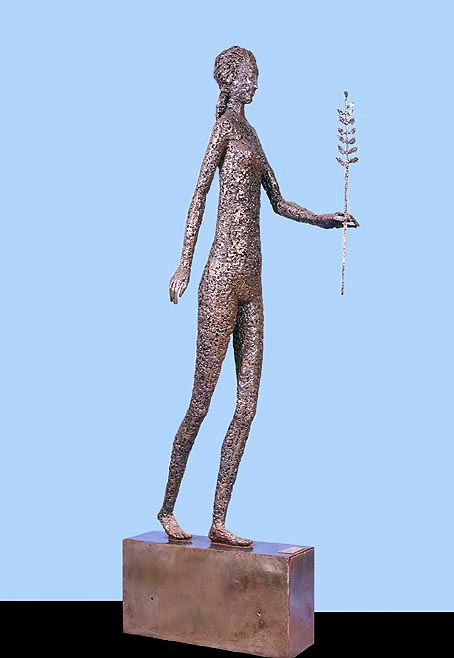
La Paix

 tandis que ses sculptures, faites de fer, de pierre, de bois, en apparence les plus rudes, sont d'une surprenante douceur. La prodigieuse faculté de ses dons de créateur nous est révélée par ses œuvres qui illustrent au travers de la permanence de la femme, son inépuisable amour de la beauté. Campagnola nous offre une œuvre aux multiples facettes, inachevée, notamment dans le domaine de l'abstraction où il excellait et où il est totalement inconnu.
Pendant ses deux dernières années, empêché de se mouvoir par la maladie, il consacre cependant tout son temps à peindre et à sculpter, mais dans de petits formats.
Au décès de Campagnola, Suzanne Bret avec la participation de l’épouse et de la famille de l’artiste, crée l’Association "Espaces Enrico Campagnola" afin de faire partager au plus grand nombre sa passion pour son œuvre. Anne d’Ornano, maire de Deauville adhère à cette démarche et accepte une donation d’œuvres exposées à la Villa Strassburger. Depuis 1985, respectant le désir de Campagnola, d'autres donations ont été effectuées et visibles au Musée des Années 30 à Boulogne-Billancourt (Hauts-de-Seine) au Musée d'Art et d'Histoire de Meudon (Hauts-de-Seine) et au Musée La Piscine à Roubaix (Nord).
En 2015, le catalogue raisonné de 2300 œuvres est publié sur DVD inséré dans l'ouvrage "Enrico Campagnola, sculpteur et peintre"

## Œuvres

### Sculptures de jeunesse, marquées par les années 30.

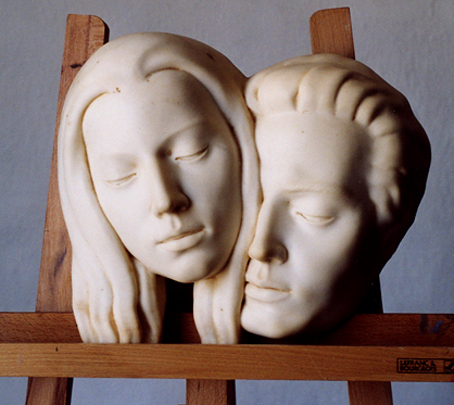
Figures
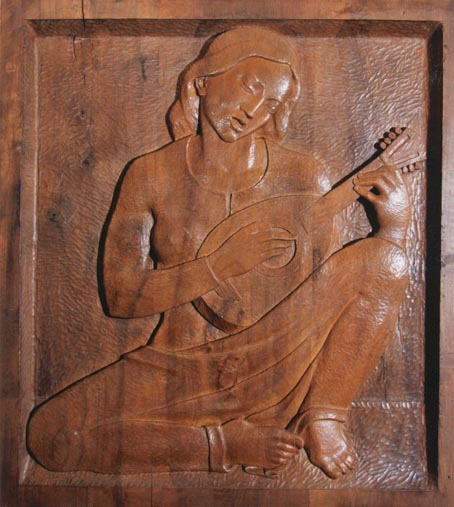
La femme à la mandoline
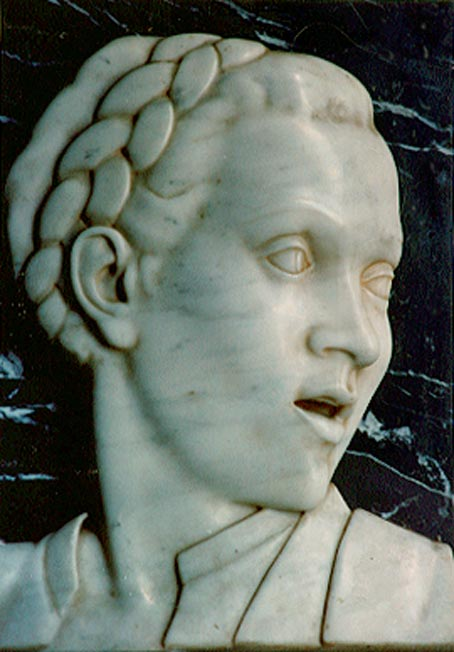
Jeune fille à la tresse

### Peintures et sculptures

#### Les années 1950

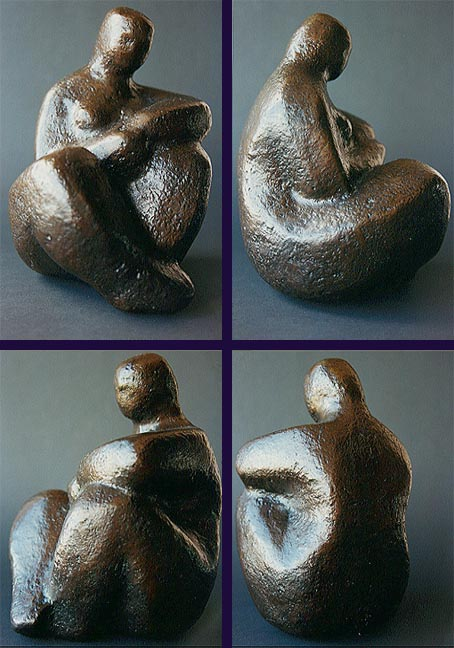
Femme galet no 5
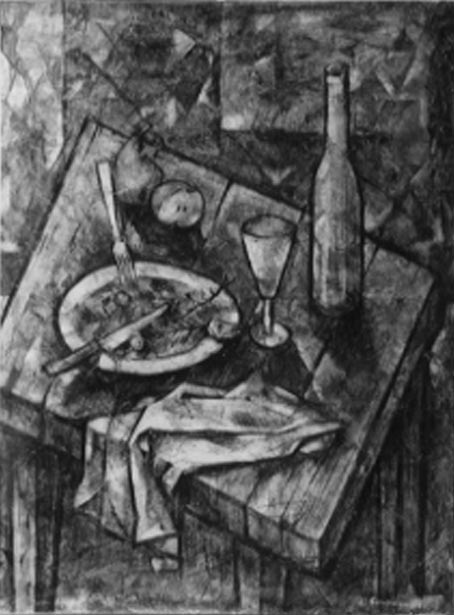
Nature morte
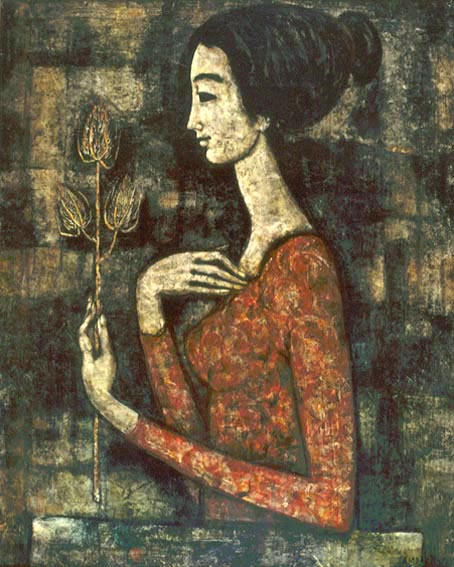
La dame au chardon

#### Les années 1970

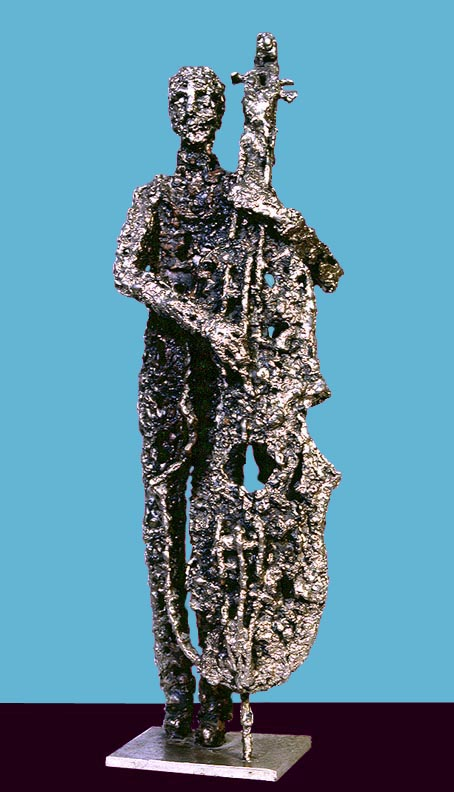
Contrebassiste
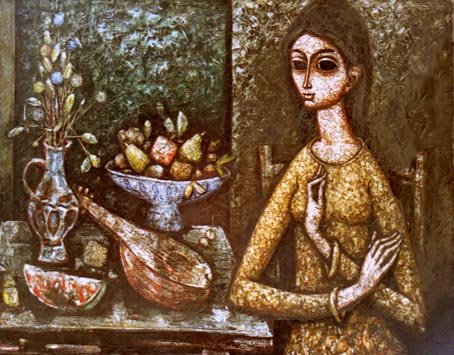
Femme à la mandoline

#### Les dernières années: indépendance, recherche et évolution.

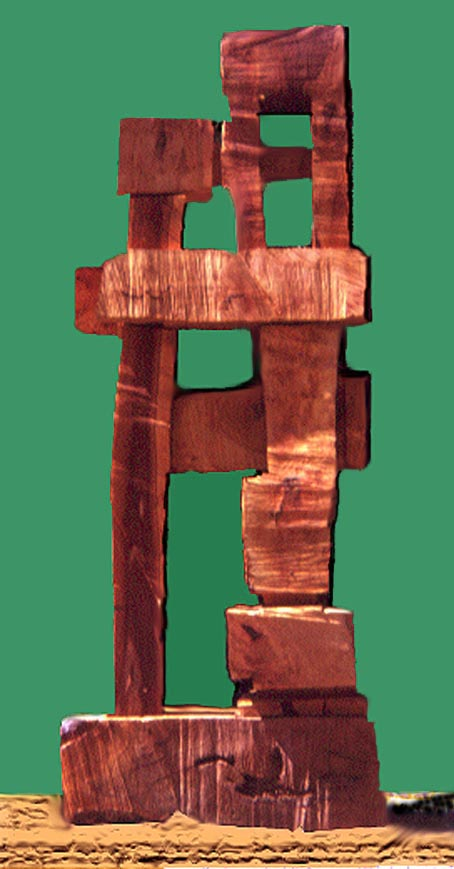
Couple
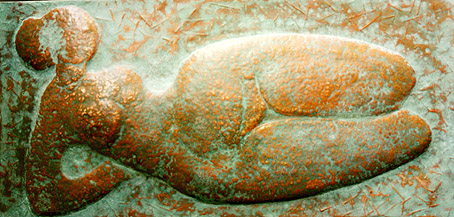
Nu allongé
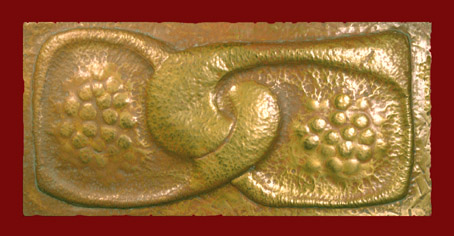
Union
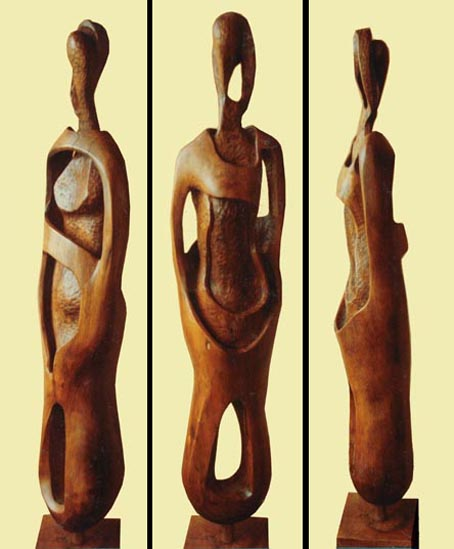
Maternité
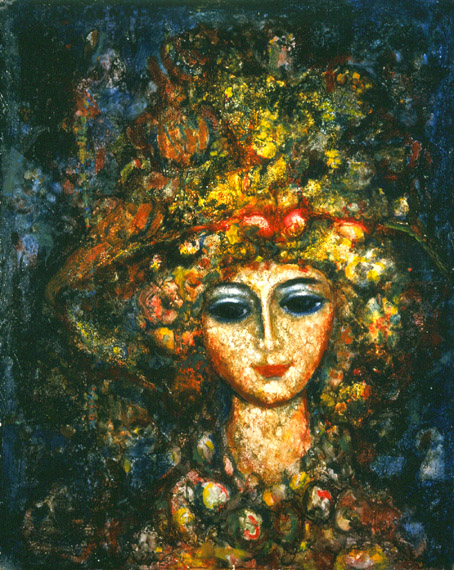
L'été
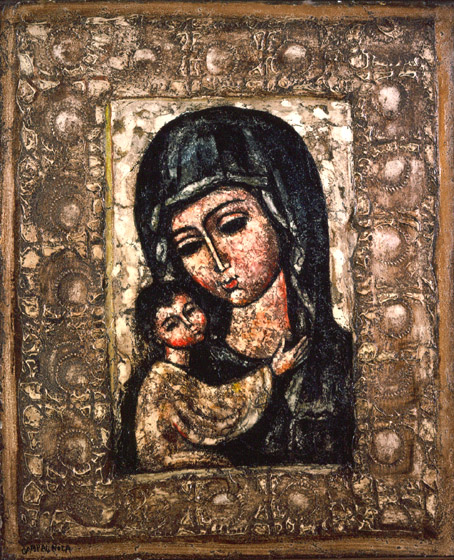
La vierge et l'enfant
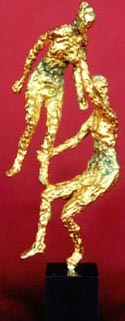
Les voltigeurs
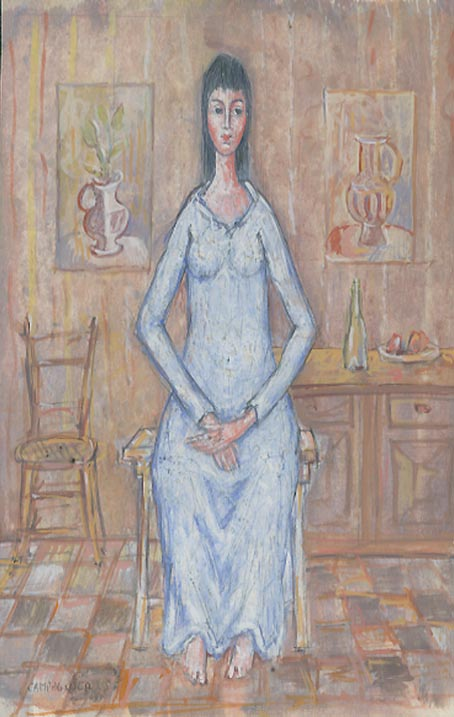
Modèle
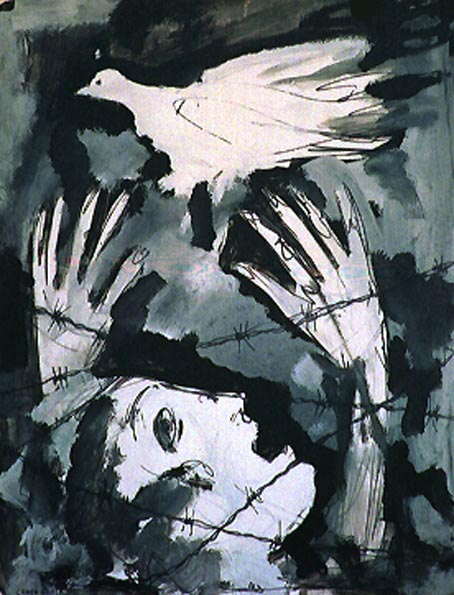
L'espoir

## Expositions

### Expositions des galéristes en France et à l’Étranger (de son vivant)
- 1933 - Salon comtois - Sculptures

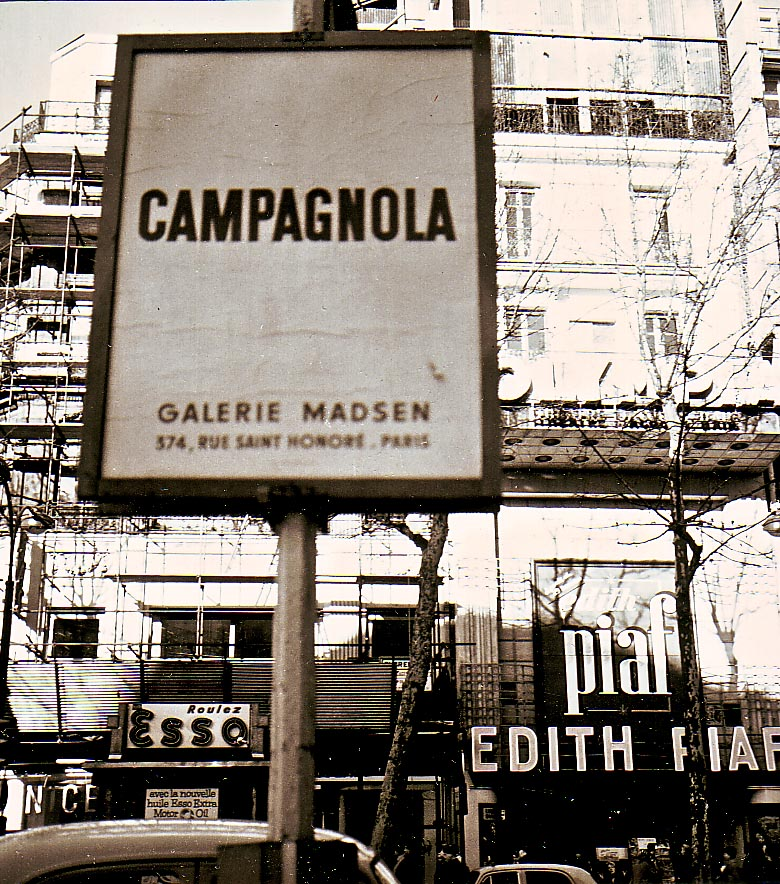
Affiche Galerie Madsen, photo prise devant l'Olympia à Paris en 1962

- 1936 - Galerie Steuber-Gleizes - Besançon (Doubs) Sculptures - Galerie Demenge - Besançon - Sculptures
- 1939 - Salon des Artistes français - Grand Palais - Paris – Sculptures
- 1954 - 1955 - Salon du nu - Galerie Bernheim Jeune – Paris - Peintures
- Galerie Bruno Bassano - Paris - Exposition personnelle annuelle - Peintures et sculptures
- Deauville - Grand Prix International de Peinture
- Salon d’Automne - Grand Palais Paris - Peintures
- Fontainebleau – Peintures
- Biennale de Venise - Quadriennale de Rome - Galerie Charpentier - Prix Greenshields
- 1956 - Galerie Bassano - Exposition personnelle annuelle - Peintures et sculptures
- Salon des amis du Musée de Meudon - Peintures
- Galerie Seventy-Five - New-York - Exposition personnelle – Peintures
- 1957 - Salon d’Automne - Grand Palais - Paris – Peintures
- 1958  à 1962 - Galerie Madsen - Exposition personnelle annuelle – Peintures
- 1961 - Galerie Demenge - Besançon - Exposition personnelle - Peintures
- 1962 - 1969 - Château Lacombes - Margaux (Gironde) Exposition annuelle « La vigne et le vin »
- 1964 - Galerie Beilin - New-York - Exposition personnelle - Peintures
- 1972 - Saint-Martin de Brômes (Alpes de Haute Provence) Exposition personnelle - Peintures et Sculptures
- 1980 - Galerie Demenge - Besançon - Exposition peintures

### EXPOSITIONS Enrico CAMPAGNOLA après sa disparition

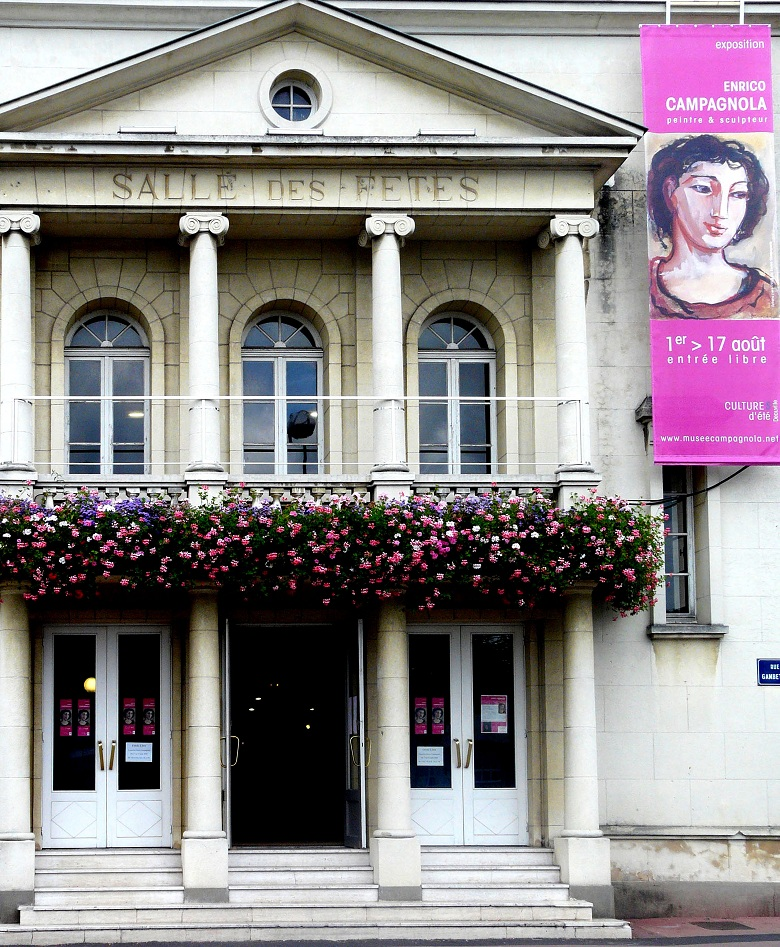
Exposition à Deauville en 2008

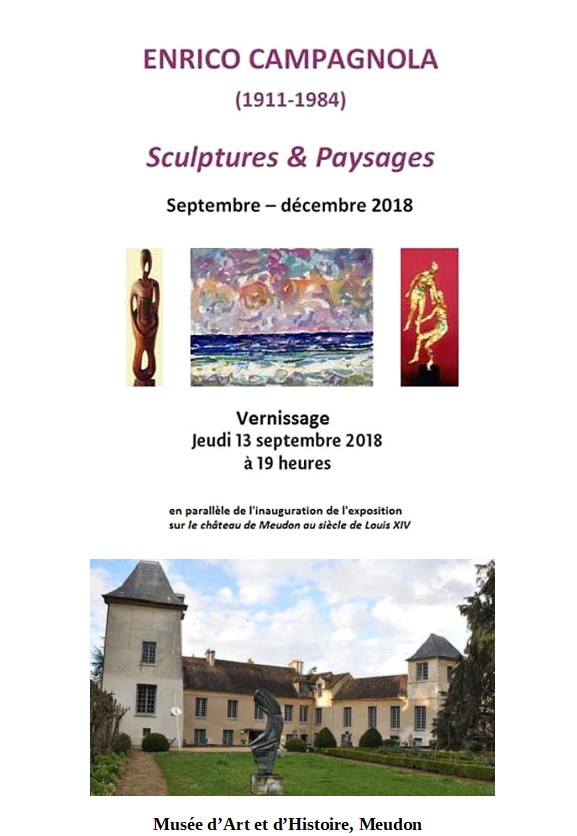
Exposition MEUDON 2018

- 1986 - Deauville (Calvados) Villa Strassburger et Salle des Fêtes - Exposition de la donation Bret-Campagnola (peintures et sculptures) et de 80 « Dames au chapeau »
- 1987 - St Martin de Brômes (Alpes de Haute Provence) - Exposition "Dames au chapeau"
- 1988 - Aubusson (Creuse) - Exposition 30 œuvres et tapisserie "Dame au chardon" réalisée par Aubusson International Tapisserie.
- 1988 - Chazelles-sur-Lyon (Loire) - Musée du Chapeau - Exposition "Dames au Chapeau"
- 1989 - Siège des AGF (Assurances Générales de France) Paris - Exposition de 250 œuvres (peintures et sculptures)
- 1990 - Saline Royale d’Arc et Senans (Doubs) - Exposition éphémère de peintures des collectionneurs de la région.
- 1992 - Possagno (Vénétie) Exposition des œuvres de la famille italienne de l’artiste.
- 1994 - Siège de la BNP Place de l’Opéra Paris - Exposition de peintures et sculptures.
- 1994 - Mémorial de Caen (Calvados) - 50e anniversaire du Débarquement en Normandie - Exposition de la sculpture "la Paix" dans le jardin des Floralies de la Paix.
- 1994 - Sénat Paris - Exposition de « L’espoir » offert pour le Grand Livre International pour la Paix.
- 1998 - Villefranche-sur-mer (Alpes maritimes) Chapelle St Elme - Exposition "Campagnola années 50" (peintures et sculptures)
- 2008 - Deauville. Exposition rétrospective (peintures et sculptures)
- 2018 Musée Pierre Noël à Saint-Dié-des-Vosges. "Parcours d'une vie d'artiste" autour de 82 oeuvres de la donation Bret-Campagnola
- 2018 Musée d'Art et d'Histoire Meudon. Sculptures et paysages de Campagnola

## À voir
- Villa Strassburger à Deauville (Calvados) donation Bret-Campagnola
- Musée des Années 30 – à Boulogne-Billancourt (Hauts-de-Seine)
- Musée de la Résistance – La Citadelle – à  Besançon (Doubs)
- Grand Livre de la Paix
- Maison de la négritude à Champagney (Haute-Saône)
- Musée d'Art et d'Histoire à Meudon (Hauts-de-Seine)
- Musée "La piscine" à *Roubaix (Nord)